# 75-я стрелковая дивизия (1-го формирования)
75-я стрелковая дивизия (75-я сд) — воинское соединение Красной армии Вооружённых сил СССР до и во время в Великой Отечественной войны.

## История
75-я стрелковая дивизия была сформирована на базе частей 25-й стрелковой дивизии им. В. И. Чапаева в Украинском военном округе (далее УкрВО) в 1927 г.
В 1931 г. дивизия входила в состав 7-го стрелкового корпуса.
17 мая 1935 г. УкрВО разделён на Киевский и Харьковский военный округ. С мая 1935 дивизия вошла в состав 14-го стрелкового корпуса (далее 14-й ск) Харьковского военного округа (далее ХарВО).
15 мая 1939 г. 75-я сд выбыла из состава 14-го ск ХарВО в состав Ленинградского военного округа (далее ЛенВО).
В сентябре 1939 г. сосредоточена в составе 1-го стрелкового корпуса (далее 1-й ск) 8-й армии на границе с Эстонией.
В ноябре 1939 г. прибыла в г. Шлиссельбург ЛенВО, откуда на автомашинах переброшена в Карелию в состав 1-го ск 8-й армии ЛенВО.
С 14 декабря 1939 г. участвовала в боевых действиях во время советско-финляндской войны.
30 июля 1940 г. дивизия находилась уже в Западном Особом военном округе и численность дивизии составляла 12000 чел. Командиром дивизии был генерал-майор Недвигин С. И. Управление дивизии в г. Мозырь, ЗапОВО.
22 июня 1941 г. дивизия вступает в боевые действия на территории Белоруссии в составе 28-го ск 4-й армии Западного ОВО — Западного фронта.
75-я сд в действующей армии находилась в период с 22.06.1941 по 27.12.1941 г.
С 27.06.1941 г. действовала в отрыве от главных сил 4-й армии, в окружении.
В сентябре 1941 г. понесла большие потери в окружении под г. Киевом.
75-я стрелковая дивизия расформирована 27.12.1941 г.

## Полное название
75-я стрелковая дивизия

## Подчинение
| На дату                 | Фронт (округ)                 | Армия      | Корпус                 |
| ----------------------- | ----------------------------- | ---------- | ---------------------- |
| 1927 — 17.05.1935       | Украинский военный округ      | -          | -                      |
| 17.05.1935 — май 1939   | Харьковский военный округ     | -          | -                      |
| май 1939 — декабрь 1939 | Ленинградский военный округ   | -          | -                      |
| январь 1940 — март 1940 | Северо-Западный фронт         | -          | -                      |
| март 1940 — июнь 1940   | Ленинградский военный округ   | -          | -                      |
| июнь 1940 — лето 1941   | Западный Особый военный округ | -          | -                      |
| 22.06.1941              | Западный фронт                | 4-я армия  | 28-й стрелковый корпус |
| 01.07.1941              | Западный фронт                | 4-я армия  | -                      |
| 10.07.1941              | Западный фронт                | 21-я армия | -                      |
| 01.08.1941              | Центральный фронт             | 3-я армия  | 66-й стрелковый корпус |
| 01.09.1941              | Брянский фронт                | 21-я армия | 66-й стрелковый корпус |

## Командование
- Репин, Василий Иванович, (15.11.1928 — 12.1932)
- Тищенко, Зиновий Павлович, комбриг, (до 19.02.1938, арестован, умер в 1941 в заключении).[1]
- Степанов, Александр Михайлович, комбриг, (19.04.1939).[2]
- Недвигин, Семён Иванович, комбриг, комдив, генерал-майор, (1939 — 20.07.1941).[1]
- Пиров, Алексей Михайлович, полковник, (20.07.1941 — 30.07.1941).[1]
- Пивоваров, Сергей Филиппович, полковник, (30.07.1941 — 30.08.1941).[1]

## Состав
На 1931 г.:
- управление дивизии
- 223-й стрелковый полк
- 224-й стрелковый полк
- 225-й стрелковый полк
- 75-й артиллерийский полк
- 75-й конный эскадрон
- 75-я рота связи
- 75-я сапёрная рота

На 22 .06.1941 г.:
- управление дивизии
- 28-й стрелковый полк
- 34-й стрелковый полк
- 115-й стрелковый полк
- 68-й артиллерийский полк
- 235-й гаубичный артиллерийский полк
- 82-й отдельный истребительно-противотанковый дивизион
- 282-й отдельный зенитный артиллерийский дивизион
- 54-я разведывательная рота
- 97-й сапёрный батальон
- 75-й отдельный батальон связи
- 110-й медико-санитарный батальон
- 31-я отдельная рота химзащиты
- 69-й автотранспортный батальон
- 49-й полевой автохлебозавод
- 96-я дивизионная артиллерийская мастерская
- 300-я полевая почтовая станция
- 106-я полевая касса Госбанка

## Боевая деятельность
1927 год
75-я стрелковая дивизия была сформирована на базе частей 25-й стрелковой дивизии им. В. И. Чапаева в Украинском военном округе в 1927 г.
1931 год
1 января. 7-й ск (25-я, 30-я, 75-я сд). Управление корпуса в г. Днепропетровск:
75-я стрелковая дивизия. Управление дивизии в г. Лубны.
Состав дивизии:
- 223-й сп — штаб в г. Пирятин
- 224-й сп — штаб в г. Хорол
- 225-й сп — штаб в г. Лубны
- 75-й артиллерийский полк — штаб в г. Миргород
- 75-й конный эскадрон — в г. Лубны
- 75-я рота связи — в г. Лубны
- 75-я сапёрная рота — в г. Лубны

Оснащение сухопутных войск новым оружием и техникой значительно повысило их боеспособность. Высшим тактическим соединением являлся стрелковый корпус. Он состоял из трёх стрелковых дивизий, двух корпусных артиллерийских полков, отдельного зенитно-артиллерийского дивизиона, сапёрного батальона, батальона связи, химической роты, корпусного авиаотряда и других специальных подразделений. В дивизию входили три стрелковых полка, танковый батальон, два артиллерийских полка, противотанковый и зенитный дивизионы, авиазвено связи, рота связи, кавалерийский эскадрон и другие специальные под¬разделения. В дивизии предусматривалось иметь 13 тысяч человек личного состава, 57 танков, 96 орудий, 180 станковых, 354 ручных и 18 зенитных пулемётов. На её вооружении находились также ротные, батальонные и полковые миномёты. Около 70 % личного состава было непосредственно связано с техникой. Дивизия получила возможность успешно решать тактические задачи.
В начале 30-х годов в войсках округа проходило активное изучение нового вооружения под лозунгом «За овладение техникой!». Красноармейцы изучали правила хранения и эксплуатации техники, боролись умелое её использование на занятиях. В частях велась военно-техническая пропаганда. Большое место на своих страницах пропаганде технических знаний уделяла армейская печать. В 1931 году с 10 апреля окружная газета «Красная Армия» стала выходить со специальным приложением с названием «За технику!». В этой работе принимали участие и многотиражные газеты корпуса и дивизий.
1934 год
С июня Украинское правительство и командование Украинского военного округа находились в г. Киеве. Город Киев являлся столицей Украинской Социалистической Советской Республики. В июне управление 14-го ск перемещено в г. Харьков.
1935 год
17 мая 1935 года в состав Харьковского военного округа вошли 7-й и 14-й стрелковые корпуса (3, 23, 25, 30, 41, 75, 80 стрелковые дивизии).
В связи с этими организационными мероприятиями меняется и состав 14-го корпуса.
1 июля 1935 года 14-й стрелковый корпус дислоцировался в Харьковском военном округе с управлением корпуса в г. Харьков.

В состав корпуса входили:
23-я сд (территориальная) (67, 68, 69-й сп, 23-й ап) с управлением в г. Харьков.
25-я сд (территориальная) (73, 74, 75-я сд, 25-й ап), с управлением в г. Полтава.
75-я сд (территориальная) (223, 224, 225-й сп, 74-й ап) с управлением в г. Лубны.
Корпусные части: 14-й тяжёлый артполк (штаб в г. Харьков).
75-я сд территориальная тип «А», с управлением в г. Лубны. Командир дивизии комбриг З. П. Тищенко. Численность личного состава 1862 чел.
- 225-й стрелковый Лубянский полк, штаб в г. Лубны
- 224-й стрелковый полк, штаб в г. Прилуки
- 223-й стрелковый полк, штаб в г. Пирятин
- 75-й артиллерийский полк, штаб в г. Миргород

1936 год
1 января 1936 года 75-я сд территориальная тип «Б» с управлением в г. Лубны.
1937 год
1 января 1937 года 75-я сд территориальная тип «Б» с управлением в г. Лубны. Командир дивизии комбриг Тищенко З. П. Численность 3100 чел.
30 января 1937 года в связи с принятием новой Конституции Украинская Социалистическая Советская Республика переименована в Украинскую Советскую Социалистическую Республику.
В соответствии с постановлением Центрального Комитета ВКП(б) и Совета Народных Комиссаров СССР от 10 мая 1937 года о введении в армии и на флоте института военных комиссаров заместители командиров по политической части корпуса проходили переаттестацию.
1938 год
19 февраля 1938 г. командир 75-й дивизии комбриг Тищенко З. П. арестован.
1939 год
75-я сд с управлением в г. Лубны. Командир дивизии полковник Степанов А. М. Численность л/с 3100 чел.
19 апреля 1939 г. командиру 75 сд Степанову Александру Михайловичу присвоено персональное воинское звание комбриг, приказ НКО СССР № 01502/п.
15 мая 75-я сд выбыла из состава 14-го ск в состав Ленинградский военный округ. Командир 75-й сд дивизии был полковник Степанов А. М. Численность л/с 6500 чел.
4 сентября численность дивизии возросла до 8750 чел.
В сентябре 1939 г. сосредоточена в составе 1-го ск 8-й армии на границе с Эстонией.
17 октября численность дивизии уменьшилась до 6000 чел.
В ноябре 1939 г. прибыла в г. Шлиссельбург Ленинградского военного округа, откуда на автомашинах переброшена в Карелию в состав 1-го ск 8-й армии ЛенВО.
30 ноября 1939 г. началась советско-финляндская война. 75-я сд была в составе 1-го ск 8-й армии.
3 декабря штаб 8-й армии отдал боевой приказ командиру 1-го ск к исходу дня выйти на участок фронта н.п. Кяскоски, Рюеккю, Куксенвара, озеро Ала-Толваярви, имея в виду в дальнейшем захват населённых пунктов Иломантси и Корписелькя. В течение декабря 75-я сд вела бои в составе корпуса.
С 14 декабря 1939 г. 75-я сд участвовала в боевых действиях во время советско-финляндской войны.
К середине декабря командование 1-го ск вынуждено было отказаться от окончательного осуществления плана наступления. По оценке штаба 8-й армии, к 16 декабря корпус был разбит противником. 139-я сд, потерпев поражение в районе озера Толваярви, отступила. 20-21 декабря наступавшая в районе озера Ягляярви 75-я сд, находясь в полуокружении, отошла на рубеж реки Айтоёки, оставив противнику значительную часть вооружения.
Небольшого успеха достигла 155-я сд, которая перешла к обороне 16 декабря на рубеже реки Койтаёки (район населённого пункта Иломантси, Финляндия).
В дальнейшем линия фронта на этом направлении стабилизировалась.
24 декабря 1939 г. 75-я сд отошла от г. Толвоярви на 50 км на восток.
1940 год
7 января образован Северо-Западный фронт. 75-я сд вошла в состав фронта.
В январе командующим 8-й армией был командарм 2 ранга Г. М. Штерн.
Армия имела задачу освободить из окружения дивизии. Основную задачу в наступлении имел 56-й ск. Он должен был деблокировать 18-ю сд и овладеть населённым пунктом Лоймола. Он должен был действовать во взаимодействии с 1-м ск.
139-я сд 1-го ск должна была наступать на левом фланге вдоль северного берега озера Суоярви и 155-я сд продвигалась в направлении н.п. Иломантси, Лиусваара. Захват н.п. Иломантси был запланирован на четвёртый день от начала наступления. 75-я сд обеспечивала правый фланг 1-го ск, имея задачу овладеть районом Хеполампи, Полвиярви, Онкамолампи.
21 — 28 января 1940 г. командование 75-й дивизии проводило частную наступательную операцию, но дивизия смогла продвинуться всего лишь на 2 км.
В начале марта 1940 г. по указанию Генерального штаба РККА в составе 8-й армии была создана группировка войск, целью которой было уничтожение сил противника в районе населённого пункта Лоймола, что должно было вернуть стратегическую инициативу войскам Красной Армии на этом направлении. В неё были включены 56-я, 75-я, 87-я, 164-я стрелковые дивизии, 128-я мотострелковая дивизия, 24-я моторизованная дивизия и управление 14-го стрелкового корпуса.
План разгрома Лоймольской группировки предусматривал выход 75-й сд во фланг и тыл финского укреплённого района в направлении северо-восточного берега озера Суованъярви. 56-я сд должна была наступать вдоль железной дороги и шоссе, 164-я сд — с юга через шоссе и железную дорогу в направлении южного берега озера Суованъярви, с целью выйти в тыл противника, оборонявшегося на участке 56-й сд. На левом фланге 8-й армии удерживала противника 87-я сд.
128-я мсд из района озёр Кейнатсюнлампи-Хейнелампи наступала на населённый пункт Лоймола с юга. 24-я мд продвигалась в направлении озера Исовелскалампи — северный берег озера Лоймоланъярви, выходя частью сил в тыл противнику западнее д. Лоймола. Успеха эта операция не принесла, так как противника разгромить не удалось и не удалось овладеть важным узлом коммуникаций населённым пунктом Лоймола.
4 апреля 1940 численность дивизии составляла 12 000 чел.
До 27 мая 1940 численность дивизии составляла 12 000 чел.
2 июня 1940 численность дивизии составляла 9000 чел.
30 июля 1940 дивизия находилась уже в Западном Особом военном округе и численность дивизии составляла 12 000 чел.
В 1940 году командиром дивизии был Недвигин С. И. (генерал-майор). Управление дивизии в г. Мозырь, ЗапОВО.

1 января 1941 численность дивизии составляла 12 000 чел.
В апреле — мае 1941 г. командованием округа дивизия выдвинута из г. Мозыря к западной советско-германской границе в районе г. Малорита в состав 4-й армии Западного Особого военного округа.

## Великая Отечественная война
22 июня 1941 г. дивизия вступает в боевые действия на территории Белоруссии в составе 28-го ск 4-й армии Западного ОВО — западного фронта.
Командир 75-й сд дивизии генерал-майор Недвигин С. И. (1939 — 20.07.1941)
75-я сд в действующей армии находилась в период с 22.06.1941 по 27.12.1941 г.
С 27.06.1941 г. действовала в отрыве от главных сил 4-й армии, в окружении.
До 20 июля командиром дивизии был генерал-майор С. И. Недвигин.
20 — 30 июля командиром дивизии был полковник А. М. Пиров.
30 июля — 30 августа командиром дивизии был полковник С. Ф. Пивоваров.
В сентябре 1941 г. понесла большие потери в окружении под г. Киевом.
75-я стрелковая дивизия расформирована 27 декабря 1941 г.

## Люди, связанные с дивизией
- Торопчин, Иван Михайлович (1896—1972) — советский военачальник, полковник (1940). В 1935-1938 гг. начальник штаба 225-го стрелкового полка в г. Лубны Харьковской обл.
- Фесенко, Ефим Васильевич (1909—19??) — советский военачальник, полковник (1944). В 1931—1933 гг. служил командиром взвода  225-го стрелкового полка.
- Яцун, Андрей Глебович (1899—1965) — советский военачальник, полковник. В 1935—1939 гг. служил помощником командира по строевой части, а затем  командиром 225-го стрелкового полка.